# سكونيات

مثال على حالة في إتزان إستاتيكي، مجموع القوى المؤثرة عليه تساوي الصفر.

السكونيات أو علم القراريات أو علم الإستاتيكا أو علم السكون (بالإنجليزية: Statics)‏ هو فرع من الميكانيكا يهتم بدراسة وتحليل الأحمال (مثل القوى، وعزوم الفتل والدوران) في الأنظمة الفيزيائية في حالة التوازن السكوني، وهي الحالة التي لا تتغير فيها أماكن أجزاء النظام بمرور الوقت، أو أن عناصر النظام ذات سرعة ثابتة. ففي حالة التوازن السكوني، يكون النظام إما ساكنا أو يكون مركز ثقله متحركا بسرعة ثابتة. ودراسة الأجسام المتحركة تسمى بالديناميكا. يستخدم علم السكون بصورة أساسية في الهندسة الإنشائية وفي علوم وتطبيقات الهندسة الميكانيكية.
وبحسب القانون الأول لنيوتن، فإن هذا الوضع يفرض أن القوة الصافية والعزم الصافي (يسمى أيضا بعزم القوة) على أي جسم في النظام مساوية للصفر. ووفق هذا القانون يمكن إهمال بعض القوى مثل الإجهادات الداخلية والضغط. إذن، مجموع القوى الصافية مساوية للصفر يسمى الشرط الأول للتوازن، ومجموع العزوم الصافية مساوي للصفر يسمى الشرط الثاني للتوازن.

## الاتزان
القوانين التي تحكم الحركة والسكون هي القوانين المعروفة باسم نيوتن والقانونان الأول والثالث لهما التحكم المطلق في دراسة الإستاتيكا. وبما أن المبدأ الأساسي لعلم الإستاتيكا هو الإتزان، وحسب القانون الأول لنيوتن فإنه إذا تلاشت محصلة القوى المؤثرة على جسم فإنه يسير بسرعة منتظمة أي أن تسارعه يساوي الصفر. وعلى هذا يجوز لنا أن نقول أن الجسم متزن. وينطبق القول أيضا على الجسم الذي يساوي تسارعه صفر، فنجد أن خاصية الإتزان لها وجهان: الأول تلاشي محصلة القوى المؤثرة على الجسم والثاني أن تكون السرعة منتظمة أو تساوي صفراً.